# توني ميتشل (لاعب كرة سلة مواليد 1989)
توني ميتشل (بالإنجليزية: Tony Mitchell)‏ مواليد 7 أغسطس 1989 في سوينسبورغ، هو لاعب كرة سلة أمريكي. بدأ مسيرته الاحترافية في سنة 2012. يلعب مع كيرنز تيبانز في الدوري الأسترالي لكرة السلة. يحمل الرقم 50. يبلغ طوله 6 قدم 6 بوصة (2.0 م).

## المسيرة الاحترافية
لعب مع فورت واين ماد أنتس في موسم 2012–2013، ثم لعب مع تي إن تي كاتروبا في سنة 2013، ثم لعب مع جيلين نورثيست تايجرز في الدوري الصيني في سنة 2013، ثم لعب مع فورت واين ماد أنتس في سنة 2014، ثم لعب مع ميلووكي باكز في سنة 2014، ثم لعب مع أكويلا باسكت ترينتو في الدوري الإيطالي في موسم 2014–2015، ثم لعب مع كرانسي أوكتيابر في الدوري الروسي في سنة 2015، ثم لعب مع سي بي إستوديانتس في الدوري الإسباني في سنة 2015، ثم لعب مع دينامو باسكت ساساري في الدوري الإيطالي في سنة 2016.

## روابط خارجية
- توني ميتشيل على موقع إن بي أي (الإنجليزية)
- توني ميتشيل على موقع سبورتس رفرنس (الإنجليزية)
- توني ميتشيل على موقع الدوري الإسباني لكرة السلة (الإسبانية)
- توني ميتشيل على موقع كرة السلة الأوروبية.كوم (الإنجليزية)
- توني ميتشيل على موقع كلية كرة السلة في سبورتس رفرنس.كوم (الإنجليزية)
- توني ميتشيل على موقع ريلجم (الإنجليزية)
- توني ميتشيل على موقع بروبوليرز (الإنجليزية)
- توني ميتشيل على موقع سبورتس رفرنس (الإنجليزية)
- توني ميتشيل على موقع سبورتس رفرنس (الإنجليزية)